# Грязновы
Грязновы (Грязново, Грязные) — древний русский дворянский род, из Ростовских бояр.
При подаче документов (18 мая 1686), для внесения рода в Бархатную книгу, была предоставлена родословная роспись Грязных, шесть царских грамот ростовскому боярину Илье Борисовичу Грязному (1425—1491), а также четыре царские жалованные грамоты (1500—1537), за подписью Михаила Грязново.
Род внесён в VI часть дворянской родословной книги Тверской губернии

## Происхождение и история рода
Предок рода Грязновых, Стефано/Стено (Стеня), предположительно родился в 1357 году в Баварии. В 1358 году он "выехал" в Ростов Великий, где принял православие с именем Фёдор. По версии исследователя Риттиной Н.Ю., отцом Стефана (Фёдора) Стено был венецианский аристократ 
Микеле Стено (1331-1413),  впоследствии избранный 63-м дожем Венеции (1400-1413), а матерью - ↵ Герцогиня Баварская Кунигунда (1335-1357), супруга герцога Баварского Людвига VI и дочь польского короля Казимира III Великого.
Внук Фёдора Стено, Борис Фёдорович служил боярином у Ростовских князей, затем перешёл на службу к Великому князю Московскому и Владимирскому Василию Дмитриевичу. Согласно семейному преданию, Борис Фёдорович в дни болезни, во время эпидемии чёрной оспы в 1425 году, получил от своей матери прозвище Грязной (т.е. Чёрный), которое в третьем поколении стало наследственной фамилией.
Правнук Фёдора Стено, Илья Борисович Грязного сын служил боярином у великих князей Василия Васильевича и Ивана Васильевича и был жалован поместьем (1480).
У Ильи Борисовича были дети: Василий Грязной и Данила Ошанин родоначальник Ошаниных.
Восемь представителей рода владели населёнными имениями (1699).

## Описание герба
Щит разделён перпендикулярно на две части, из коих в правой, в голубом поле, три золотые Лилии, означенные вверху одна, а внизу две. В левой части в золотом поле, изображена Река, текущая диагонально к правому нижнему углу.
Щит увенчан обыкновенным дворянским Шлемом с дворянскою на нем Короною, на поверхности которой видна Рука с Мечом, а по сторонам Шлема распростёрты два Орлиные Крыла. Намёт на щите голубой, подбитый золотом.
Герб рода Грязново (Грязновых) внесён в Часть 4 Общего гербовника дворянских родов Всероссийской империи, стр. 40.

## Известные представители
- Грязной Григорий Борисович - Большой (ок. 1525 - 1572).  Спальник царя Ивана IV Грозного (1530 - 1584). Опричник. Доверенное лицо царя Ивана IV (1530 - 1584). В 1572 г. Григорий Борисович - Большой был отравлен по приказу Ивана Грозного его личным врачом - Елисеем Бомелием. Григорий Борисович - Большой стал прототипом главного героя драмы Л.А. Мея "Царская невеста". В основу сюжета была положена реальная история женитьбы Ивана IV на боярской дочери Марфе Васильевне Собакиной.  В 1899 г. композитор Н.А. Римский-Корсаков написал по драме Л.А. Мея одноименную оперу.
- Грязной Григорий Борисович - Меньшой (ок. 1530 - после 1596). Возглавлял в Москве Земский приказ (с 1564 по 1570) - Центральный орган государственного управления, основанный в 1564 г.
- Василий Григорьевич Грязной (ум. ок. 1600), опричник, думный дворянин, доверенное лицо царя Ивана IV, был старшим сыном основателя младшей ветви рода Грязново - Григория Васильевича Грязнова (р. ок. 1505), дьяка Разрядного приказа. Василий Григорьевич Грязной в 1567 г., в чине "третьего головы" Государева ("опричного") полка, принял участие в Литовском походе.  В 1572 г. - участник похода в Ливонию.  В 1572 - 1573 - воевода в Нарве.  Весной 1573 г. - воевода на р. Донце.  Эта служба была последней, поскольку "в том походе взят он был, Василий Грязной в полон и в полону был долгие годы" (из "Росписи роду Грязновых", 1686 г.).  Младший брат Василия Григорьевича - Пров Григорьевич Грязной - тоже служил в Опричнине. Потомства не оставил. Казнён по приказу царя Ивана IV в 1572 г.
- Грязной Осип Григорьевич (ок. 1570 - после 1626). Думный дворянин. Член Боярской думы. Участник Земского собора 1613 г., избиравшего русского царя. В "Утверждённой грамоте об избрании на царство Михаила Фёдоровича Романова" Осип Григорьевич расписался дважды - за себя и за князя Андрея Андреевича Долгорукова. В 1618 г., во время польской интервенции, участвовал в обороне Москвы. Воевода в полку (1618 - 1619).  За "осадное сидение" был награждён вотчинами в Тверском уезде.
- Грязной Иван Осипович (р. ок. 1590). Дворянин московский. Участник обороны Москвы. Воевода в полку (1618 - 1619). За "осадное сидение" получил вотчину в Ярославской губернии, владел поместьем в Твери.
- Грязной Илья Осипович (1591-1681). Дворянин московский (1627-1658). Участник обороны Москвы во время Польской интервенции.  Воевода в полку (1618-1619).  В 1649-1650 гг. - воевода в Угличе. Стольник. В 1650-1652 гг. - "походный дворянин" царицы Марии Ильиничны (Милославской) (1624 - 1669), первой супруги царя Алексея Михайловича (Романова) (1624-1676). В 1654-1660 гг. - воевода в г. Суроже, получил похвальную грамоту царя Алексея Михайловича за взятие г. Сурож (1655)[1], воевода в Витебске (1655-1657), походный дворянин Натальи Кирилловны (1676-1677), второй супруги царя Алексея Михайловича. За "осадное сидение" получил вотчину в Кашинском уезде Тверской губернии. Тверской помещик, московский и кашинский вотчинник.
- Грязной Фёдор Осипович (1592 - 1680). Дворянин московский. Воевода в полку (1618 - 1619). Служил царю Михаилу Федоровичу (Романову) (1596 - 1645),  его преемнику - царю Алексею Михайловичу (Романову) (1624 - 1676).  В 1650 - 1652 гг. - "походный дворянин" царицы Марии Ильиничны (Милославской) (1624 - 1669). Вместе с братом Ильёй входил в число офицеров, состоящих в личной охране царицы.  В 1650 г. Федор Осипович и Илья Осипович сопровождали царицу на богомолье в село Покровское.  За "осадное сидение" получил вотчины в Бежецком уезде Тверской губернии.
- Грязной Тимофей Васильевич  (ум.1612) подписал грамоту об избрании на царство Бориса Годунова (1598), посол в Данию (1600), воевода в Мещовске (1608), вместе с сыновьями полечил грамоту Сигизмунда III на вотчины и поместья (1610), окольничий (1612), владел поместьями в Угличском, Ростовском, Белёвском, Переяславском, Луховском, Шацком, Алексинском, Козельском и Рязанском уездах.
  - Его дочь Степанида замужем за князем Юрием Никитичем Борятинским.
- Грязной Борис Тимофеевич — московский комнатный дворянин (1610), стряпчий с платьем (1612), Новгород Северский ловчий, крупнейший землевладелец в Северщине и Черниговщине, в отписке Рыльского воеводы, князя Василия Ромодановского назван "изменником" (1634). Женат на дочери Мозырского земского судьи Екатерине Давыдовне Лоска (Лозчанка), которая получила от гетмана Богдана Хмельницкого универсал на свои маетности (13 июня 1657).
- Грязной Василий Тимофеевич — получил от Сигизмунда III вотчину (1611), стольник (1627-1640), воевода в Воронеже (1647).
- Грязной Иван Фёдорович (1620 - 1692). Дворянин московский. Жилец в государевом (дворцовом) полку. Вотчинник.
- Грязной Илья Иванович — московский дворянин (1668).
- Грязной Иван Иванович — московский дворянин (1681-1692).
- Грязные: Никита Дмитриевич и Родион Фёдорович — стряпчие (1692).
- Грязной Михаил Ильич — стряпчий (1676), стольник (1686-1692)
- Грязнов Иван Михайлович (1702 - 1777), капитан II ранга. Мемуарист. Автор "Записной книги" (1753), в которой содержатся его воспоминания, относящиеся к годам учёбы в Морской Академии, описываются события морской истории России первой половины XVIII века, перипетии Русско-шведской войны (1700 - 1721).
- Грязнов Николай Павлович (р. 20 июня 1851 г.), генерал-майор. Поручик (1870). Штабс-капитан (1873). Капитан (1889). Полковник (1898). Генерал-майор (1898). Участник обороны Порт-Артура (1904 - 1905). Начальник 7-й Туркестанской стрелковой бригады до 1 января 1910 г. Дата смерти неизвестна. За службу Отечеству имел награды: Орден Св. Георгия IV степени,  Орден Св. Станислава III степени,  Орден Св. Анны III степени,  Орден Св. Станислава II степени, Орден Св. Анны II степени,  Орден Св. Владимира IV степени, с бантом,  Орден Св. Владимира III степени,  Орден Св. Станислава I степени.  Кроме того, Николай Павлович был награжден Золотым оружием "За храбрость" (27 января 1905).
- Грязнов Федор Федорович (1855 - 1906), генерал-майор Генерального Штаба. Военный писатель. Исследователь Закавказья.  Полковник Генерального Штаба (1895). Командир 45-го драгунского Его Величества короля Датского полка (был сформирован в 1856 г. из частей Нижегородского и Новороссийского полков) (1897). Командир Гродненского гусарского полка (1899).  Генерал-майор Генерального Штаба (1899). Начальник Штаба Кавказского военного округа (1905).  За службу Отечеству имел награды:  Орден Св. Станислава III степени,  Орден Св. Станислава II степени,  Орден Св. Анны I степени,  Орден Святого Владимира IV степени,  Орден Святого Владимира III степени, Орден Св. Станислава I степени.  В том числе, иностранные награды:  Персидский Орден Льва и Солнца II степени  Османский Орден Меджидие III степени. Бухарский Орден Золотой Звезды II степени Персидский Орден Льва и Солнца I степени Датский Орден Даннеброг. Командорский Крест I класса.)[5][6][2][7]